# Vaikkovaaranjärvet
Vaikkovaaranjärvet är en sjö i Kiruna kommun i Lappland och ingår i Kalixälvens huvudavrinningsområde. Sjön har en area på 0,106 kvadratkilometer och ligger 349,2 meter över havet.

## Delavrinningsområde
Vaikkovaaranjärvet ingår i det delavrinningsområde (750006-174811) som SMHI kallar för Ovan VDRID = Parakkajoki i Kalixälvens vattendrag*. Medelhöjden är 345 meter över havet och ytan är 10,99 kvadratkilometer. Räknas de 344 avrinningsområdena uppströms in blir den ackumulerade arean 5 979,44 kvadratkilometer. Avrinningsområdets utflöde Kalixälven (Kaitumälven) mynnar i havet. Avrinningsområdet består mestadels av skog (49 procent) och sankmarker (34 procent). Avrinningsområdet har 1,11 kvadratkilometer vattenytor vilket ger det en sjöprocent på 10,1 procent.